# غرينتاون (إنديانا)
غرينتاون (بالإنجليزية: Greentown, Indiana)‏ هي بلدة أمريكية تقع في الولايات المتحدة في Howard County. يقدر عدد سكانها بـ 2,415 نسمة ومساحتها 3.55 كم2 وترتفع عن سطح البحر 256 متر.

## التركيبة السكانية
قام مكتب تعداد الولايات المتحدة بتحديد بيانات التركيبة السكانية لغرينتاون في تعداد الولايات المتحدة. في ما يلي، التركيبة السكانية حسب تعدادي 2000 و2010.

### تعداد عام 2000
بلغ عدد سكان غرينتاون 2,546 نسمة بحسب تعداد عام 2000، وبلغ عدد الأسر 995 أسرة وعدد العائلات 703 عائلة مقيمة في البلدة. في حين سجلت الكثافة السكانية 2,534.8 نسمة لكل ميل مربع (978.7/كم2). وبلغ عدد الوحدات السكنية 1,050 وحدة بمتوسط كثافة قدره 1,045.4 نسمة لكل ميل مربع (403.6/كم2).
وتوزع التركيب العرقي للبلدة بنسبة 97.92% من البيض و 0.31% من الأمريكيين الأصليين و 0.31% من الأمريكيين ذوي الأصول الآسيوية و 0.47% من الأمريكيين الأفارقة و 0.71% من عرقين مختلطين أو أكثر.
بلغ عدد الأسر 995 أسرة كانت نسبة 37.1% منها لديها أطفال تحت سن الثامنة عشر تعيش معهم، وبلغت نسبة الأزواج القاطنين مع بعضهم البعض 56.0% من أصل المجموع الكلي للأسر، ونسبة 11.7% من الأسر كان لديها معيلات من الإناث دون وجود شريك، وكانت نسبة 29.3% من غير العائلات. تألفت نسبة 27.5% من أصل جميع الأسر من أفراد ونسبة 14.0% كانوا يعيش معهم شخص وحيد يبلغ من العمر 65 عاماً فما فوق. وبلغ متوسط حجم الأسرة المعيشية 3.02، أما متوسط حجم العائلات فبلغ 2.49.
بلغ العمر الوسطي للسكان 37 عاماً. وكانت نسبة 28.1% من القاطنين تحت سن الثامنة عشر، وكانت نسبة 6.7% بين الثامنة عشر والأربعة وعشرون عاماً، ونسبة 27.8% كانت واقعةً في الفئة العمرية ما بين الخامسة والعشرون حتى والأربعة وأربعون عاماً، ونسبة 21.1% كانت ما بين الخامسة والأربعون حتى الرابعة والستون، ونسبة 16.2% كانت ضمن فئة الخامسة والستون عاماً فما فوق. يوجد لكل 100 أنثى 85.6 ذكر، ويوجد لكل 100 أنثى في الثامنة عشر من عمرها فما فوق 80.6 ذكر.
بلغ متوسط دخل الأسرة في البلدة 43,750 دولار، أما متوسط دخل العائلة فبلغ 52,310 دولار. وكان متوسط دخل الذكور 42,132 دولار مقابل 27,000 دولار للإناث. وسجل دخل الفرد الخاص بالبلدة 20,057 دولار. وكانت نسبة 6.5% من العائلات ونسبة 9.2% من السكان تحت خط الفقر، وكان من هؤلاء نسبة 12.4% تحت سن الثامنة عشر ونسبة 3.2% في الخامسة والستين من العمر وما فوق.

### تعداد عام 2010
بلغ عدد سكان غرينتاون 2,415 نسمة بحسب تعداد عام 2010، وبلغ عدد الأسر 964 أسرة وعدد العائلات 645 عائلة مقيمة في البلدة. في حين سجلت الكثافة السكانية 1,762.8 نسمة لكل ميل مربع (680.6/كم2). وبلغ عدد الوحدات السكنية 1,069 وحدة بمتوسط كثافة قدره 780.3 لكل ميل مربع (301.3/كم2).
وتوزع التركيب العرقي للبلدة بنسبة 97.1% من البيض و 0.2% من الأمريكيين الأصليين و 1.0% من الأمريكيين ذوي الأصول الآسيوية و 0.6% من الأمريكيين الأفارقة و 0.7% من عرقين مختلطين أو أكثر.
بلغ عدد الأسر 964 أسرة كانت نسبة 34.4% منها لديها أطفال تحت سن الثامنة عشر تعيش معهم، وبلغت نسبة الأزواج القاطنين مع بعضهم البعض 49.5% من أصل المجموع الكلي للأسر، ونسبة 14.3% من الأسر كان لديها معيلات من الإناث دون وجود شريك، بينما كانت نسبة 3.1% من الأسر لديها معيلون من الذكور دون وجود شريكة وكانت نسبة 33.1% من غير العائلات. تألفت نسبة 29.9% من أصل جميع الأسر من أفراد ونسبة 14.1% كانوا يعيش معهم شخص وحيد يبلغ من العمر 65 عاماً فما فوق. وبلغ متوسط حجم الأسرة المعيشية 2.97، أما متوسط حجم العائلات فبلغ 2.40.
بلغ العمر الوسطي للسكان 41.4 عاماً. وكانت نسبة 25.1% من القاطنين تحت سن الثامنة عشر، وكانت نسبة 7% بين الثامنة عشر والأربعة وعشرون عاماً، ونسبة 22.5% كانت واقعةً في الفئة العمرية ما بين الخامسة والعشرون حتى والأربعة وأربعون عاماً، ونسبة 25.3% كانت ما بين الخامسة والأربعون حتى الرابعة والستون، ونسبة 20.1% كانت ضمن فئة الخامسة والستون عاماً فما فوق. وتوزع التركيب الجنسي للسكان بنسبة 46.0% ذكور و54.0% إناث.